# Machadocara gongylioides
Espèce
Machadocara gongylioides est une espèce d'araignées aranéomorphes de la famille des Linyphiidae.

## Distribution
Cette espèce se rencontre en Zambie et au Kenya.

## Description
La carapace du mâle holotype mesure 0,95 mm et la carapace de la femelle paratype 0,98 mm.
Le mâle décrit par Tanasevitch en 2020 mesure 2,05 mm.

## Publication originale
- Miller, 1970 : « Spinnenarten der Unterfamilie Micryphantinae und der Familie Theridiidae aus Angola. » Publicações culturais, Companhia de Diamantes de Angola, vol. 82, p. 75-166.